# Rörstrand (varumärke)

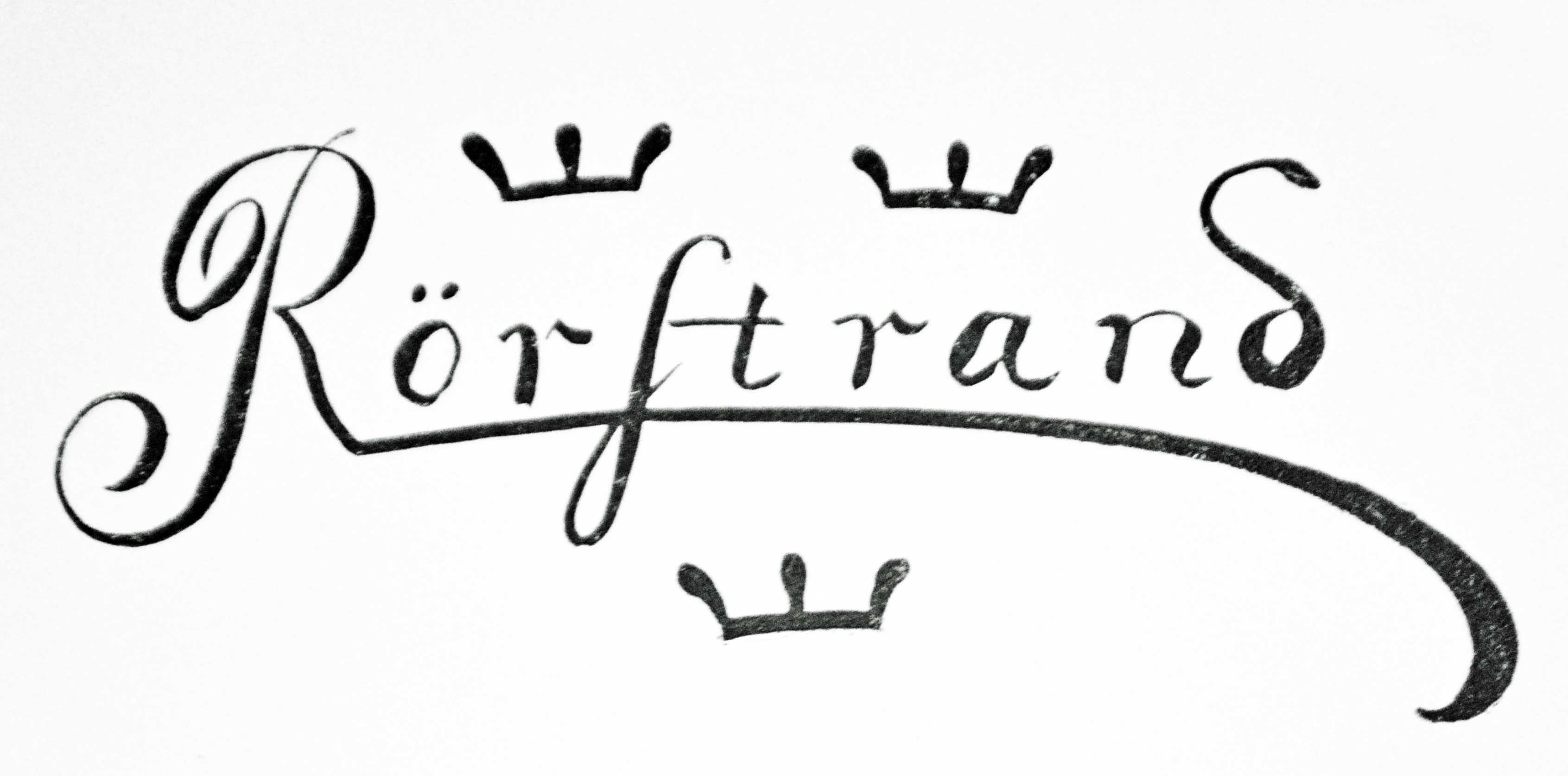
Stämpel från Rörstrand ur 1897 års katalog. De tre kronorna infördes i stämpeln 1884 och hämtades från Mariebergs porslinsfabriks stämpel.

Rörstrand är ett svenskt varumärke för porslin ägt av finländska Fiskars. Märket har anor från 1726 och räknas som Europas näst äldsta porslinsvarumärke efter tyska Meissen. Tillverkningen skedde ursprungligen på Rörstrands slott vid Karlbergssjön i Vasastan i Stockholm. Verksamheten flyttades till Göteborg 1926 och därifrån stegvis till Lidköping mellan 1936 och 1941. 2004 beslöts om nedläggning av fabriken och tillverkningen sker i dag i bland annat Indonesien.

## Historik

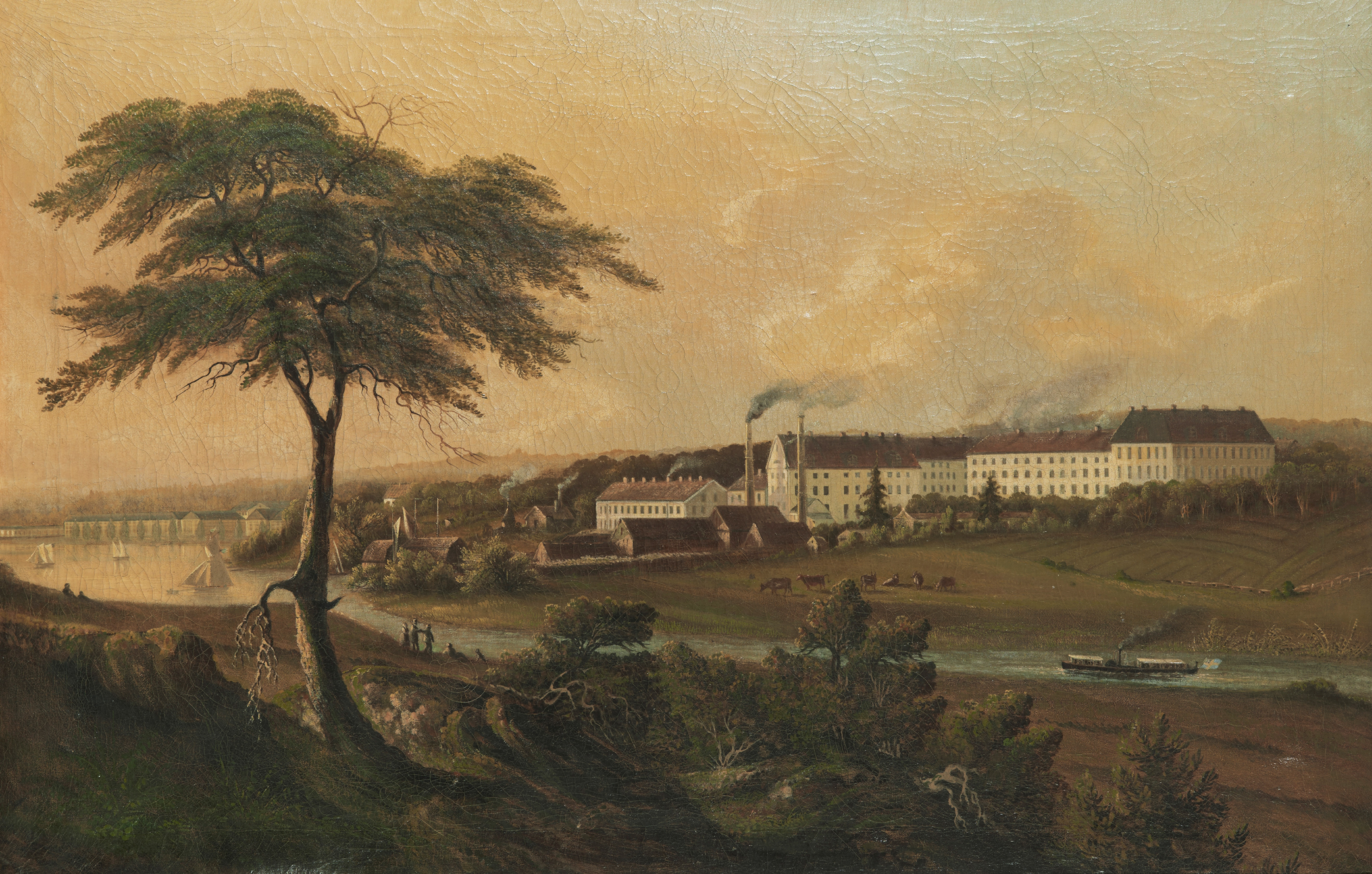
Rörstrands porslinsfabrik vid mitten av 1800-talet. Stambanan är ännu inte byggd, men ångbåtstrafiken har kommit i gång. Okänd konstnär.

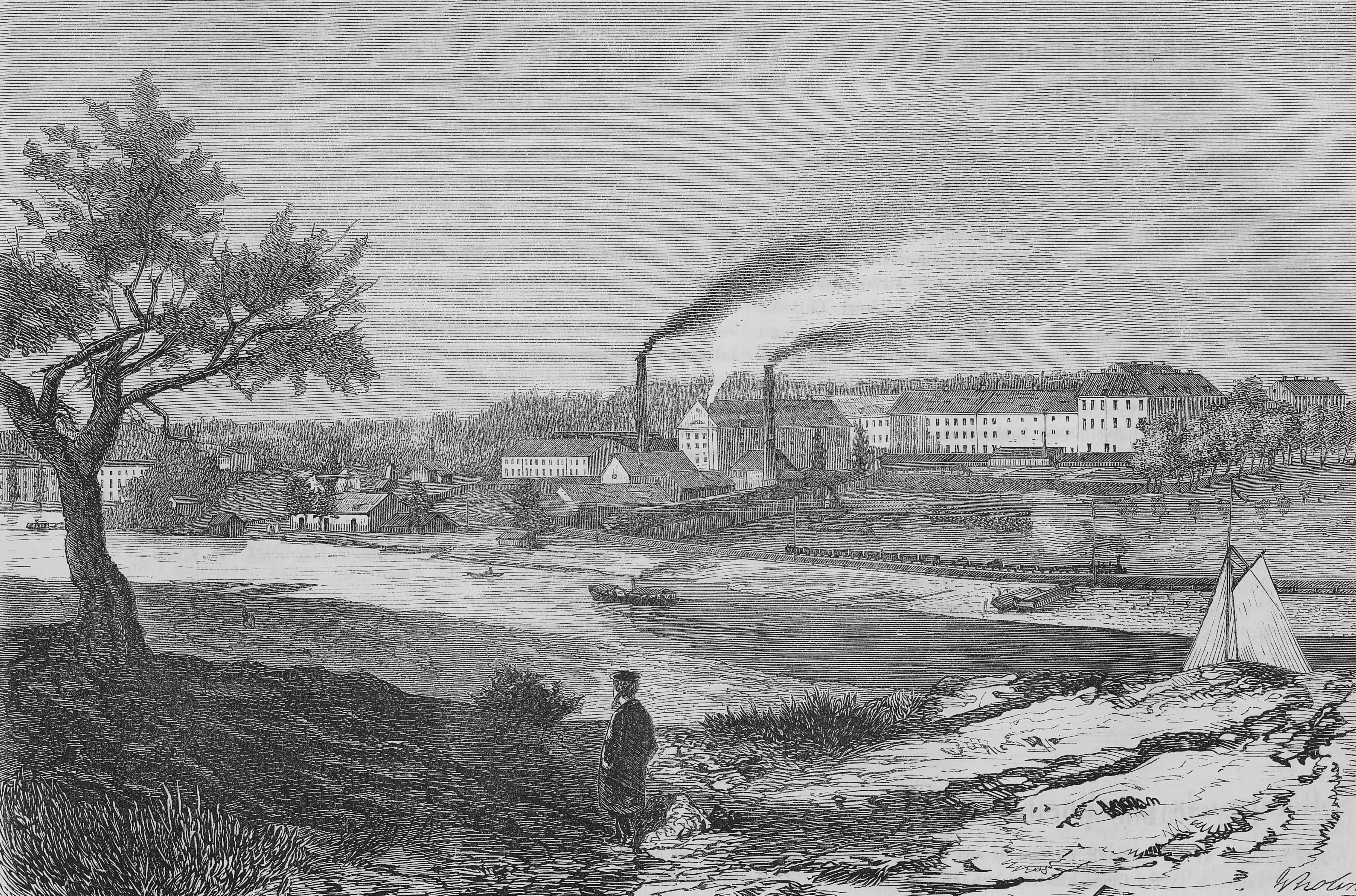
Fabriken på 1870-talet.

Redan under 1200-talet omnämndes Rörstrand, då Magnus Ladulås donerade egendomen till Klara kloster. År 1527, under Gustav Vasa, drogs området in till kronan. Området kallades ”Rörstrand” eftersom Klara sjös stränder var beväxta med vassrör.
Sedan 1600-talet hade ivriga försök att imitera det kinesiska porslinet förekommit i Europa. Särskilt sedan Johann Friedrich Böttger 1709 lyckats lösa porslinets gåta försökte de flesta länder och enskilda affärsmän locka till sig personer som troddes besitta kunskaper i porslinstillverkning, både verkligt skickliga keramiker och rena bluffmakare. Johann Wolff hade tidigare varit verksam som målare vid en fajansfabrik i Nürnberg, och 1722 anställts som den förste verkmästaren vid Store Kongensgadefabriken i Köpenhamn. Detta hade skett med löfte om att kunna framställa riktigt porslin. Då han inte kunde hålla vad han lovat där flydde han 1725 till Sverige tillsammans med medarbetaren Andreas Nicolaus Ferdinand där han lyckades intressera ett konsortium av 20 välbeställda adelsmän och köpmän att finansiera anläggandet av en svensk porslinfabrik vid Rörstrands slott, och 13 juni 1726 bildades Associations-Contrakt emmillan samtelige Intressenterne uti det swenske Porcellains wärket som kommer å Stora Rörstrand efter det delftiska at inrättas.

### Fajanstillverkning
Arbetare anställdes och i augusti 1727 skedde den första provbränningen under närvaro av Fredrik I. Ganska snart visade det sig att Wolff visserligen var en ganska skicklig porslinsmålare men inte kapabel att leda tillverkningen och redan 1728 avskedades han. I stället anställdes Christoffer Conrad Hunger som arbetat både vid Meissen och Wiener Porzellanmanufaktur men inte heller han visade sig uppfylla vad han lovat och avskedades 1734. I stället blev Andreas Nicolaus Ferdinand som inkommit med Wolff föreståndare för fabriken.
Något äkta porslin kom inte att tillverkas utan endast fajans, vilket klargjordes i det privilegiebrev som 1729 utfärdades på tjugo år. År 1735 lyckades man utverka privilegier även för porslintillverkning, men någon sådan kom inte igång. År 1741 dök Christoffer Conrad Hunger upp och trodde sig ha hittat lämplig lera för porslinstillverkning i Gränges socken. Han försökte få tillstånd att grunda en egen porslinfabrik, men fick avslag, då Rörstrand erhållit ensamrätt för sådan tillverkning. Det dröjde till 1800-talet innan fältspatsporslin kom att tillverkas vid Rörstrand. År 1741 fick Anders Fahlström som den förste svenskfödde ta över ledningen för fabriken. Han hade börjat vid fabriken som målargesäll och lärt upp sig inom verksamheten vid manufakturen. Under Fahlström inleddes en stabil period för Rörstrand. De ekonomiska problemen genom import av äkta porslin och utländsk fajans trots höga skyddstullar var stora. Åren 1750–1751 hotades bolaget av nedläggning och omorganiserades i ett nytt bolag, Rörstrands Porcelaine Werks Bolag. År 1753 flyttade bolagsmannen Elias Magnus Ingman (1758 adlad Nordenstolpe) ut till fabriksägorna för att noga övervaka produktionen och gjorde sig efterhand till huvudägare i fabriken.
De äldsta föremålen är vanligen målade i starkeldsfärger, främst koboltblått och mangan, någon gång andra metalloxidfärger som antimongult och koppargrönt. År 1758 infördes muffelugnar varvid en betydligt rikare färgskala kunde introduceras.
Grundandet av Mariebergs porslinsfabrik 1758 innebar en period av förlorade marknadsandelar för Rörstand, men ganska snart drabbades Marieberg av ekonomiska svårigheter och 1782 kunde Rörstrand köpa upp Marieberg, där produktionen 1788 lades ned.

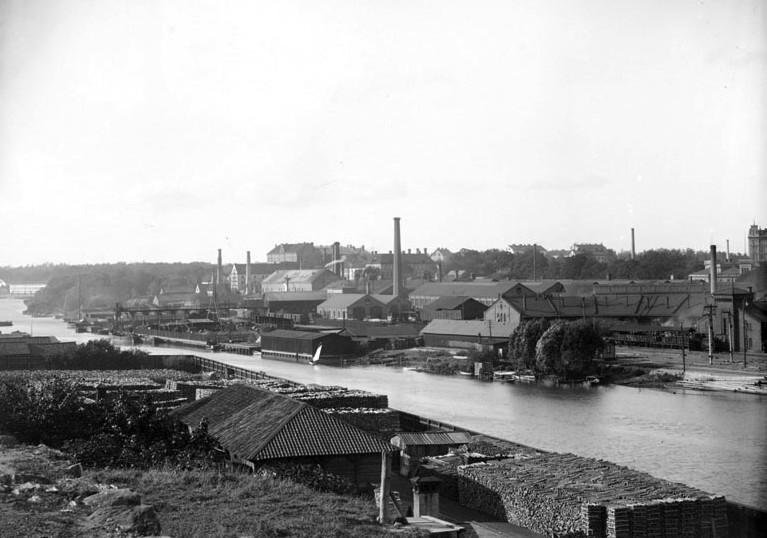
Rörstrandfabriken 1896.
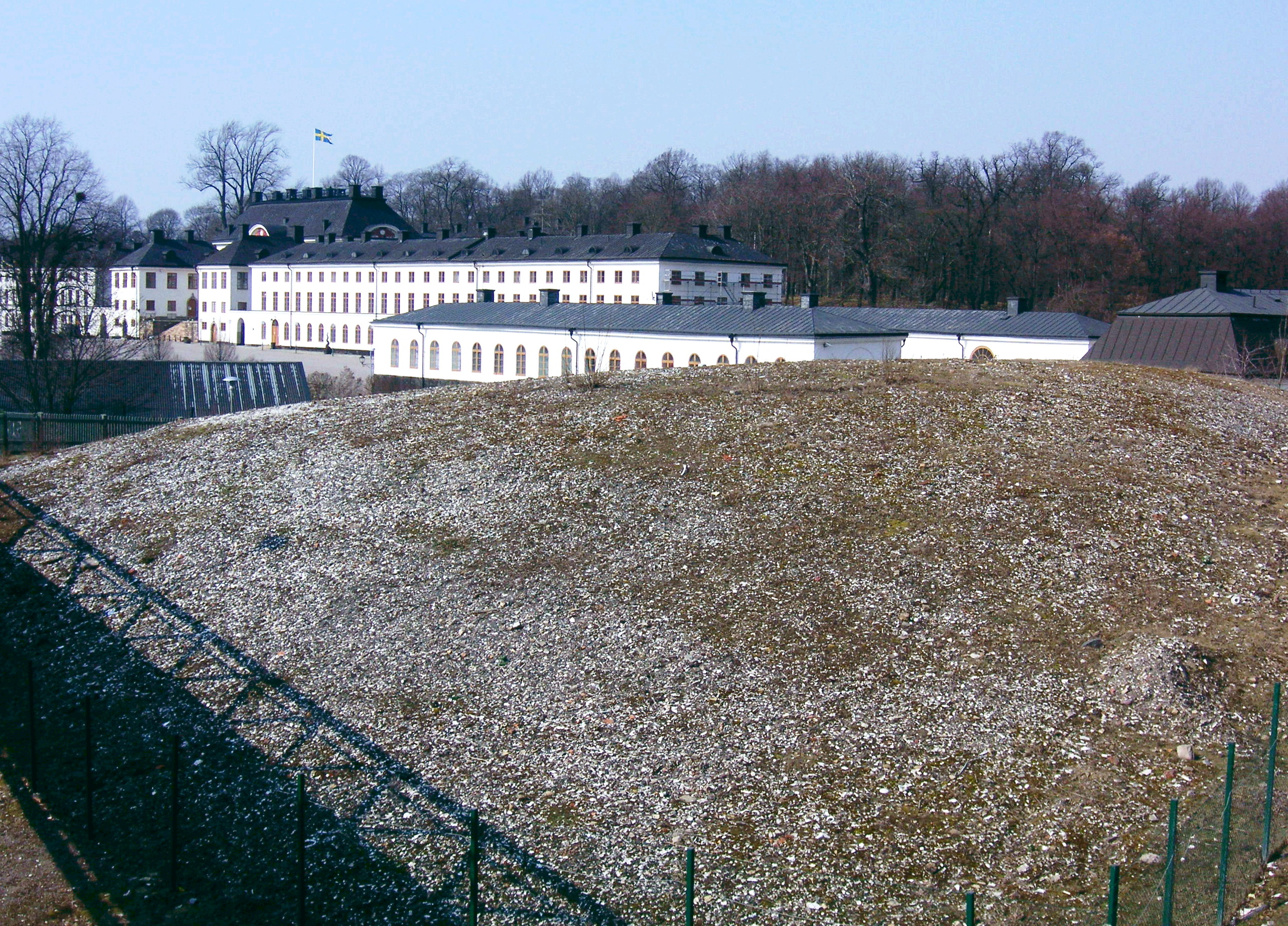
Porslinstippen år 2008 med Karlbergs slott i bakgrunden.
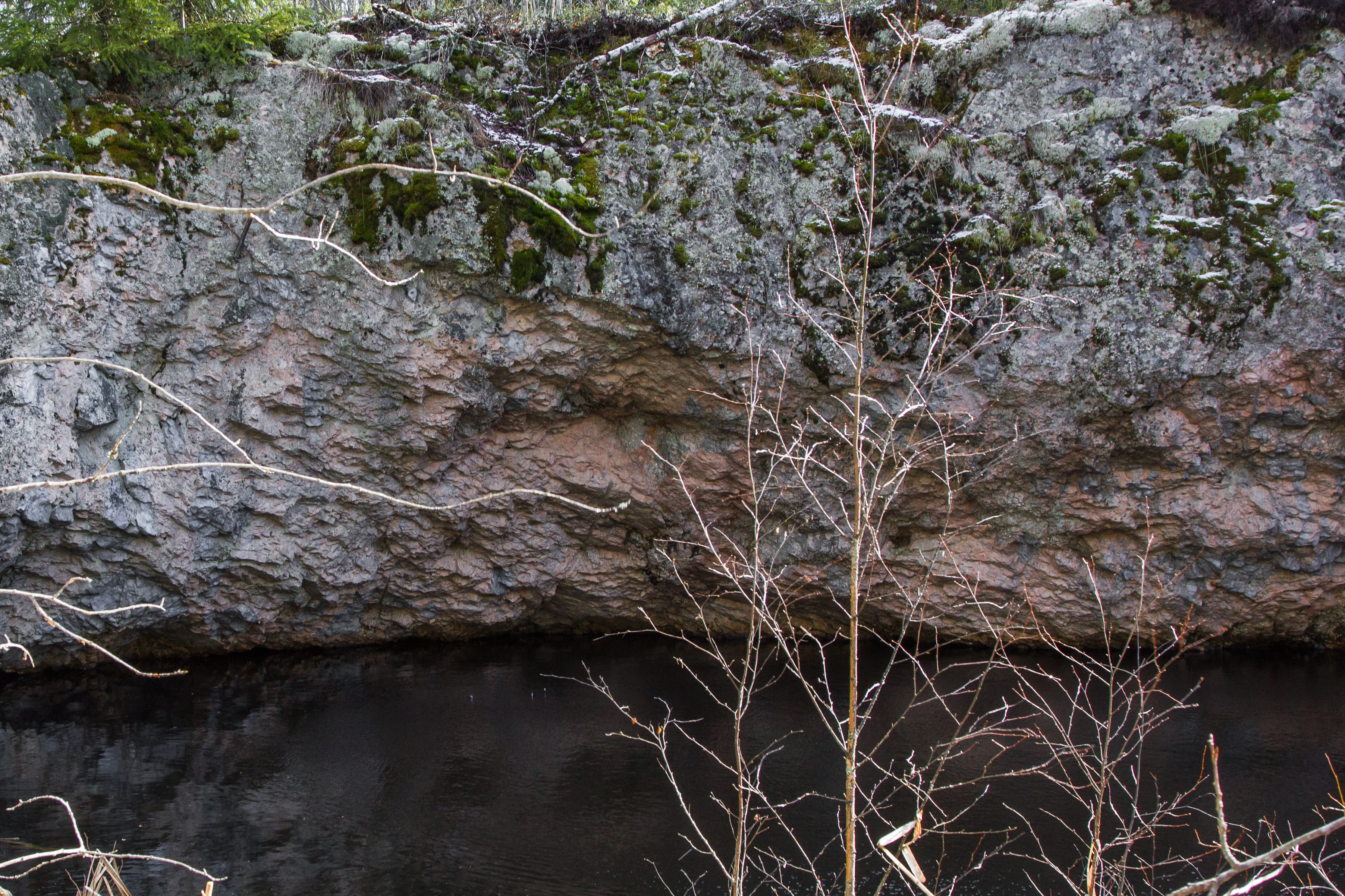
Fältspatsgruvan, Kila socken, Västmanland. Leverantör av fältspat till Rörstrand.
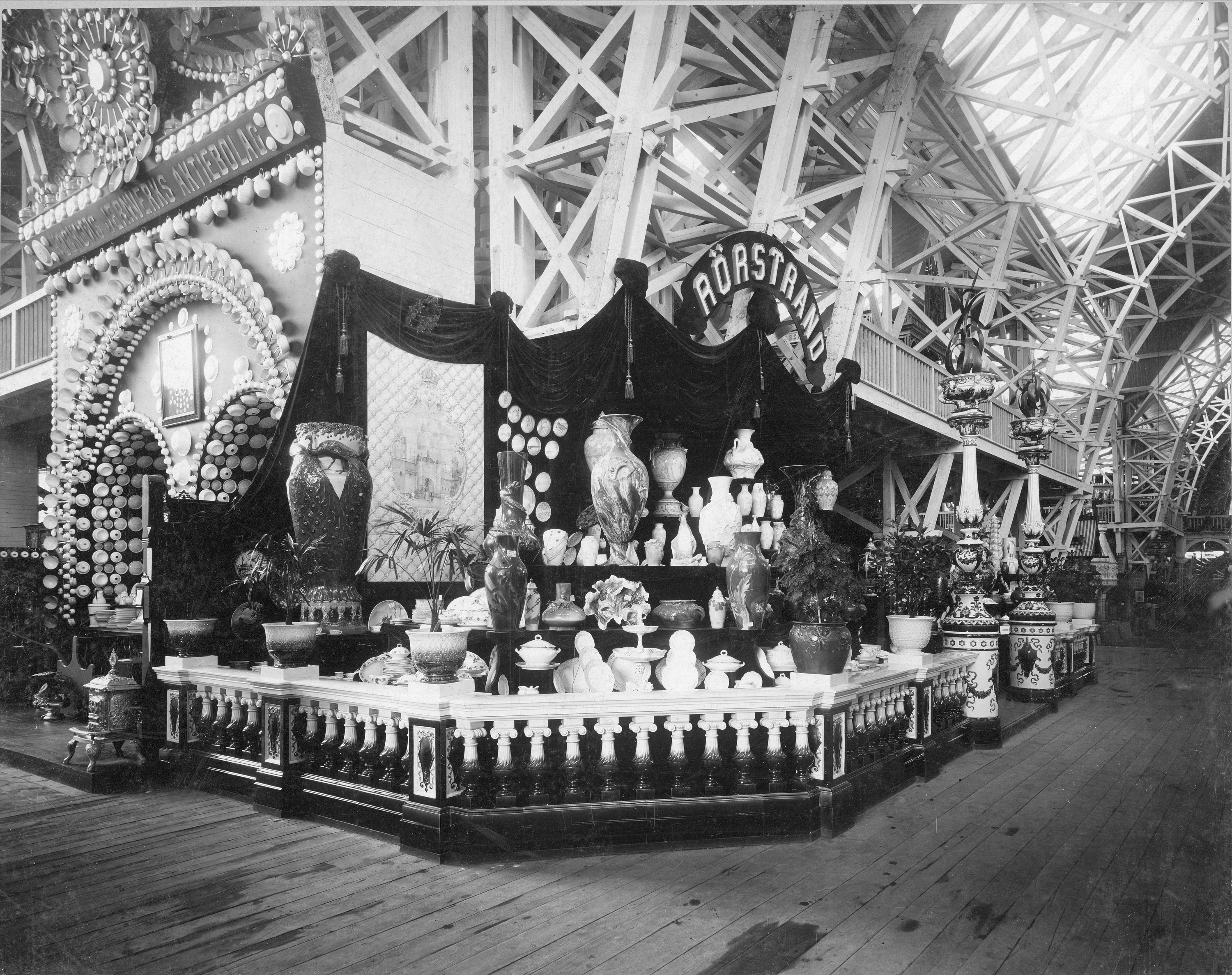
Rörstrands utställningsmonter på Allmänna konst- och industriutställningen i Stockholm 1897

På 1770-talet tog man upp en egen produktion av det engelska flintgodset. Det tog dock sin tid innan Rörstrand lyckades utveckla sin teknik i det nya godset. Efter att Marieberg lagts ned 1785 var Rörstrand den enda större svenska porslinsfabriken och den tekniska utvecklingen prioriterades inte. 
Först sedan Gustavsbergs porslinsfabrik grundats 1825 tog produktionen av moderna tryckta serviser i flintgods fart, även om man gjort enstaka försök tidigare; det äldsta exemplet är en servis tillverkad för Haga och Rosersbergs slott någon gång 1809–1818. År 1826 lade Rörstrand om sin produktion av flintgods efter engelskt mönster och började även importera råvaror därifrån. Under tiden från 1830-talet till 1850-talet ökade dekorernas och servismodellernas antal. Rörstrand började då ge ut tryckta priskuranter, och 1857 började man utöver flintgods tillverka benporslin, och på 1870-talet börjar man tillverka fältspatsporslin. 1859 introduceras den förbättrade flintgodsmassan Ironstone China med högre kaolinhalt och tillsats av Cornwall stone. Under 1870-talet kommer även porslinsmassan opak som liksom Ironstone China är en flintgodsmassa med högre andel kaolinlera men även högre andel krossad flinta. 1869 börjar Röstrand tillverka modern majolika och från 1862-1863 parian.
Under 1860-talet var Rörstrands porslinsfabrik en av landets största industrier. Under ledning av Rörstrands disponent Robert Almström grundades den finska porslinstillverkaren Arabia 1874 som en filial av Rörstrand. Almström blev från 1893 både teknisk och administrativ ledare och verkade som Rörstrands direktör till 1910. Under hans tid infördes flera nya tillverkningsmetoder och fabrikat, fabriken byggdes om, och tillverkningen mer än tiodubblades mellan 1855 och 1895. 
Alf Wallander knöts 1895 till Rörstrand, och fick på Slöjdföreningens utställning i april 1896 ett genombrott: Vid sidan av Gunnar G:son Wennerberg på Gustafsberg var han den dominerande konstnären inom svensk jugendstil under ett tiotal år framöver. Wallander formgav bland annat serviserna Liljor, Sländor och Fjäril för Rörstrand. Fabrikens produkter hade världsrykte och man deltog med framgång i olika konst- och industriutställningar. Rörstrands deltog bland annat på världsutställningen i Paris 1900 med jugendinspirerat konstgods. 
År 1900 fanns där runt 1 100 anställda. 1914 köptes Göteborgs porslinsfabrik och 1916 såldes Arabia. Skaparen av nationalservisen, även kallad 'Swedish Grace', Louise Adelborg, anställdes på Rörstrand 1915. Arabia övergick i finländsk ägo 1916.

### Flytt till Lidköping
Under 1920-talet hade branschen hamnat i en djup kris när billigare porslin började importeras, vilket ledde till omstruktureringar i den svenska porslinsbranschen. Utbyggnaden av Stockholm gjorde samtidigt att marken behövdes för bostäder. Rörstrand sålde av fastigheterna. Fabriken i Stockholm stängdes och revs 1926 och tillverkningen flyttades först till Göteborg där man köpt upp Göteborgs porslinsfabrik på Kvillegatan på Hisingen. År 1922 hade ett samarbete startat med AB Lidköpings Porslinsfabrik (ALP), som 1923 köptes av Skånska Cementgjuteriet (Iföverken) och Arabia. Lidköpings Porslinsfabrik hade startat sin produktion 1912. År 1929 köpte Skånska cementgjuteriet och Arabia Rörstrand men 1931 blev Rörstrand och Lidköpings porslinsfabrik ägda av Skånska cement ensamt. År 1932 blev Fredrik Wehtje från ägarfamiljen Wehtje ny verkställande direktör för Rörstrand. År 1932 lanserades servisen Ostindia som designades av Nils Emil Lundström. Från och med 1936 började bolaget successivt lägga över produktionen till Lidköping och 1941 stängdes fabriken på Hisingen. Porslin fortsatte att märkas med ALP fram till 1943.
Gunnar Nylund stod under 1930-talet för de flesta av Lidköpingsfabrikens serviser. Tack vare egen teknik lyckades han tillsammans med skickliga medarbetare framställa det första svenska stengodset med sidenmatta fältspatsglasyrer med många uppmärksammade glasyrer som "Oxblod" och harpälsglasyrer. Kring mitten av 30-talet lanserade han Rörstrands serier i stengodschamotte. På 40-talet tillkom de vackra blomliknande kristallglasyrerna, även fabrikens andra konstnärer fick tillgång till alla Nylunds glasyrer för verk under studiomärket "R", som han införde redan 1931. Under åren som konstnärlig ledare på Rörstrand arrangerade och designade Nylund ett 20-tal av fabrikens utställningar. Hans Rörstrandsstengods presenterades första gången i Stockholm 1932 på Gallerie Moderne, året därpå på Röhsska museet i Göteborg och på världsutställningen i Chicago 1933.

### Framgångar med moderna serviser

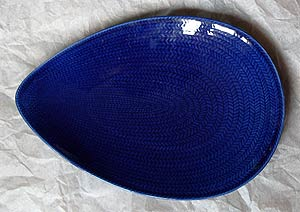
Blå eld – uppläggningsfat

Fredrik Wehtje verkade för att anställa konstnärer vid Rörstrand och uttalade "Att ha en porslinsfabrik utan konstnärer är som att ha en verkstad utan konstruktionsavdelning." Wehtje byggde upp den moderna fabriken under 1930-talet. Hertha Bengtson anställdes 1941 och kom att skapa två välkända serviser: Blå eld och Koka blå. Isaac Grünewald verkade på Rörstrand 1943–1946.
Carl-Harry Stålhane var verksam vid Rörstrand 1939–73. Via stadier av fajansmåleri och sirlig glasyrdekor nådde han på 1950-talet fram till en kärv och sluten form chamotterat stengods, bland annat vaser och abstrakta skulpturer med eruptivt fläckiga jordglasyrer.
1950 började Marianne Westman på Rörstrand och under sina 21 år på Rörstrand formgav Westman bland annat de numera klassiska, naturinspirerade serviserna Picknick och blåblommiga Mon Amie (1952) som brukar framhållas som exempel på god, skandinavisk 50-talsdesign. Westman formgav flera andra framgångsrika serviser som Frisco och Pomona. Under 1950-talet arbetade 1500 personer på fabriken i Lidköping. Från Finland kom Arabias Birger Kaipiainen som skapade fantasifulla konstföremål.

### Skiftande ägarskap

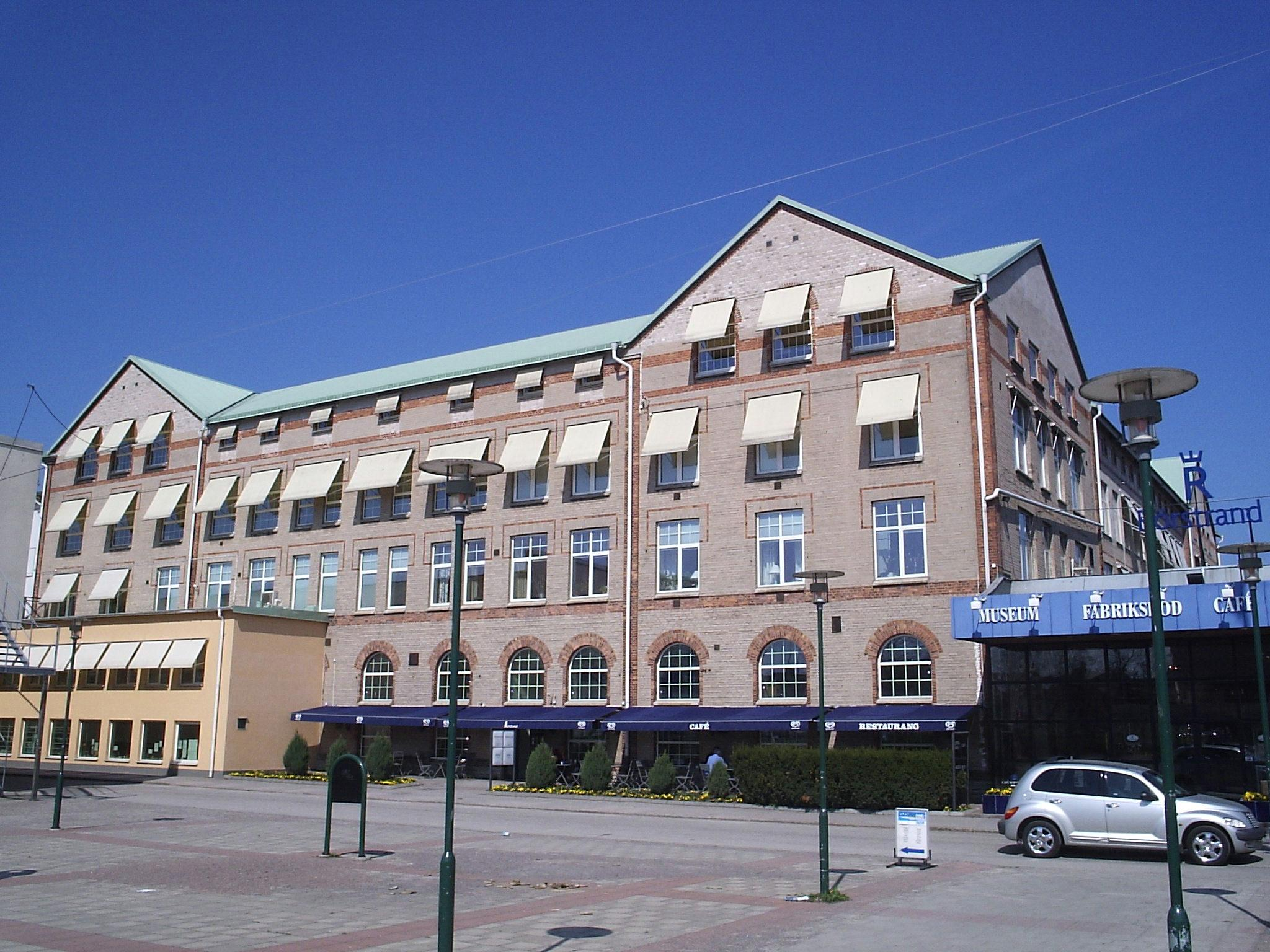
Rörstrands museum i Lidköping

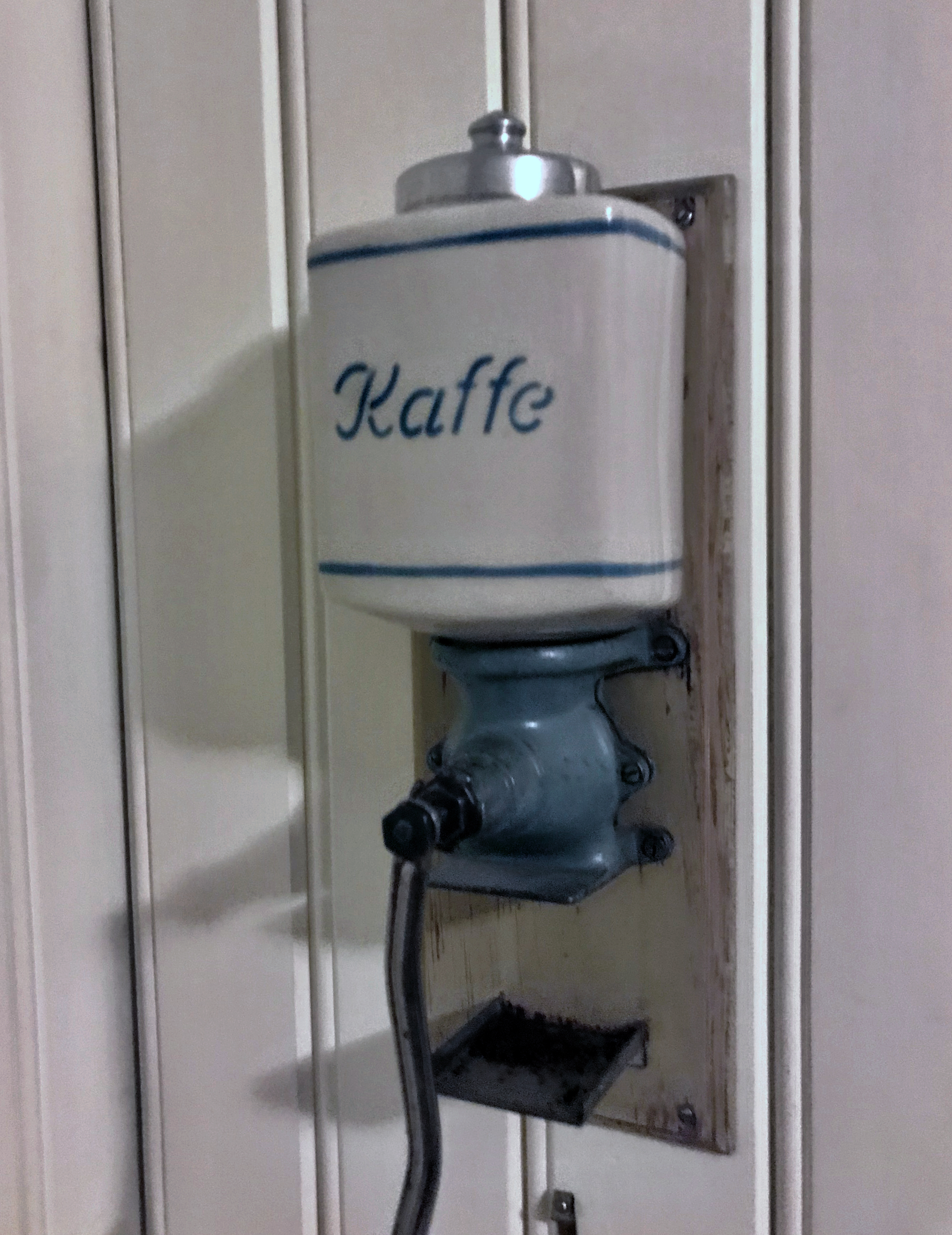
Kaffekvarn från Rörstrands porslinsfabrik, 1940-talet. Kvarnen är monterad på träplatta för vägghängning. Kaffekvarnen finns i Järnhandlarens hus, Skansen.

Uppsala-Ekeby, som även ägde Gefle Porslinsfabrik, köpte Rörstrands 1964 och inledde rationaliseringar av produktionen och många anställda blev uppsagda. 1970–1971 blev 200 personer uppsagda. Rörstrands ägare Uppsala-Ekeby köptes 1975 av Arabia och 1984 blev Rörstrand en del av Wärtsilä. Rörstrand inledde som ett svar på den ekonomiska krisen även ett samarbete med Arabia 1975–1977 genom det gemensamma bolaget Arabia-Rörstrand. 
1976 firades Rörstrands 250-årsjubileum med en stor utställning på Läckö slott och Rörstrand Museum invigdes. Wärtsilä köpte 1987 AB Gustavsbergs porslinstillverkning och lade samman verksamheterna. Wärtsilä gick i konkurs 1989 och strukturerades om varpå Rörstrand-Gustavsberg köptes 1991 av Hackman och 1994 flyttade produktion från Gustavsberg till Lidköping.
Rörstrand blev 2003 en del av Iittala sedan moderkoncernen Hackman ombildats. Rörstrand ingår sedan 2007 i Fiskars tillsammans med bland andra Iittala, Hackman och Arabia. På grund av förluster förlade man produktionen till Sri Lanka och Ungern genom ett beslut 2004. Den 30 december 2005 stängdes fabriken i Lidköping och därmed slutade en nästan 280-årig svensk industrihistoria. Den tidigare porslinsfabriken är idag fylld med nya verksamheter under rubriken Rörstrand Center. När produktionen skulle avslutas skapades "Den sista skålen" som minne. Skålen skapades av Göran Fogelqvist redan på 1980-talet då den skröjbrändes men blev sedan stående. Skålen blev sedan den sista keramiska produkten från Rörstrand som gick igenom tunnelugnen 22 december 2005. Den dekorerades med namnen på de 187 personer som var anställda vid Rörstrand vid nedläggningen. Kvar i Lidköping blev produktutvecklingen bestående av sex personer men även denna lades ned 2013. I den outlet som finns på Rörstrandsområdet i Lidköping säljs utöver Rörstrandsprodukter även Iittala- och Fiskarsprodukter sedan Fiskars köpt Iittala 2007. I Lidköping finns även Rörstrands museum.

## Serviser

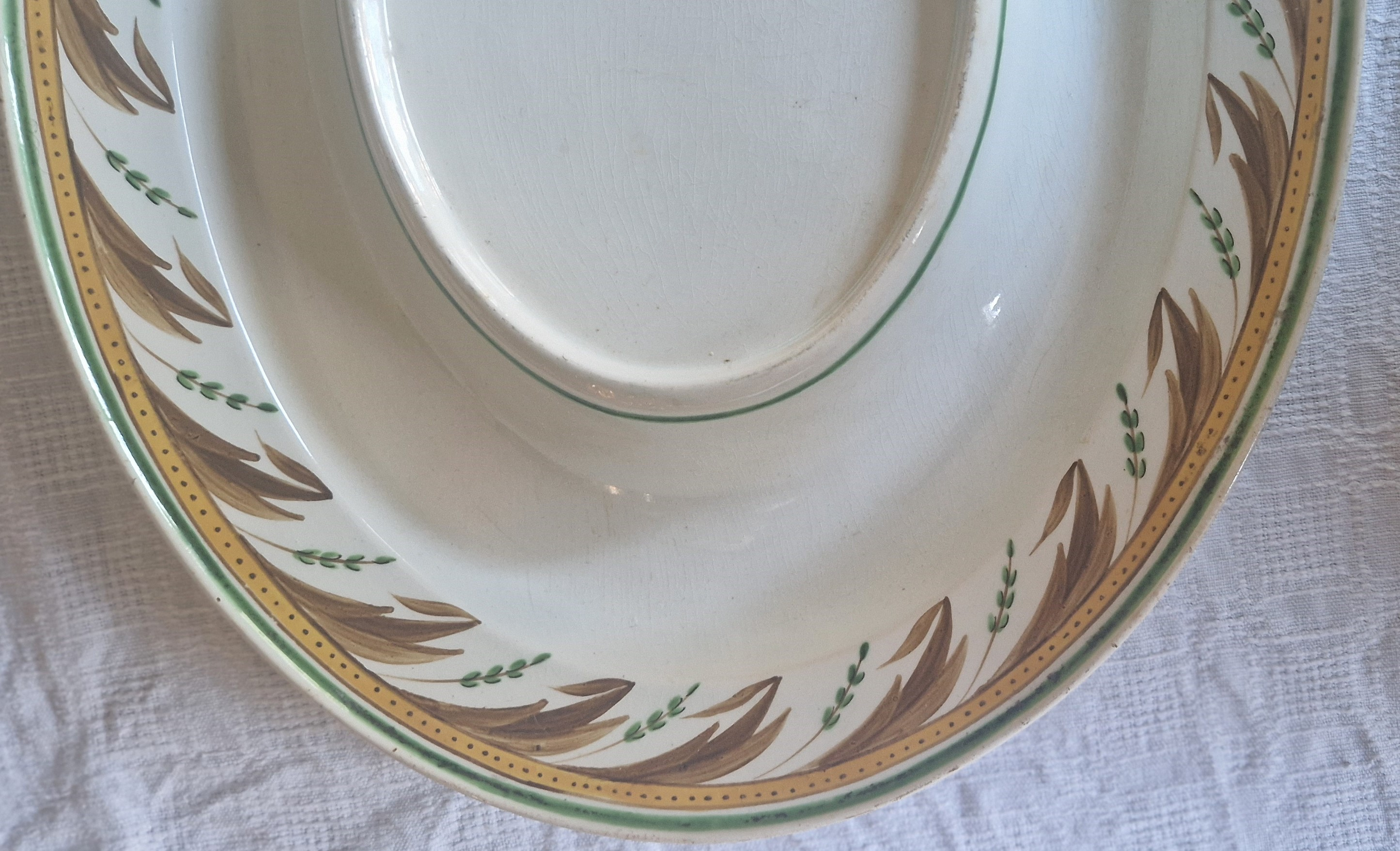
"1799 års mönster" är äldre än de egentliga serviserna men brukar inte inkluderas då den har en målad dekor och inte en tryckt. Namnet "1799 års servis" har tillkommit senare och det är osäkert när servisen först kom i produktion, men det bör ha varit runt sekelskiftet 1800.

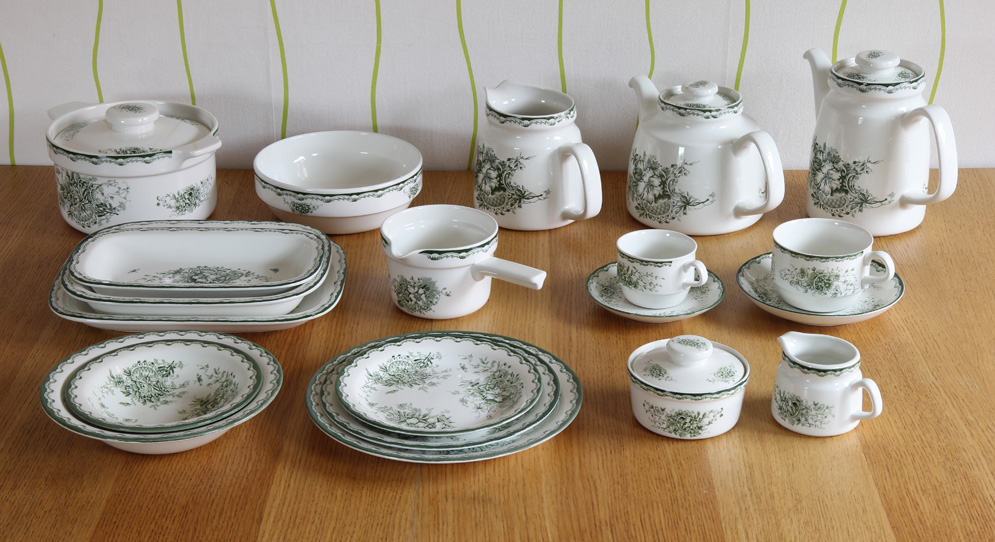
Grön Anna som tog i produktion 1966 var under många år en storsäljare.

Det är först under 1800-talet man kan tala om serviser i egentlig mening. Redan från det första åren gick det att beställa större bordsuppsättningar i samma dekor, men det mesta var beställningsvaror och några namngivna serviser fanns inte.
När de tryckta dekorerna för massproduktion dyker upp – den första egentliga matservisen är 1826 års servis – saknar de allesammans namn. Vid mitten av 1800-talet börjar de i priskuranterna få illustrativa beteckningar som ”Turkiskt mönster”, men först i slutet av 1800-talet skapas riktiga namn på serviserna. Undantaget är väl Willow, som dock fått sitt namn och ryktbarhet redan i England – Rörstrand tillverkade en variant av dekoren cirka 1830–1888. 
”Lila spetsmönstret” var en av 1800-talets absolut populäraste serviser och tillverkades långt in på 1900-talet (cirka 1845–1934). Många serviser blev långvariga, som Mulberry (1855–1902) och Japan (1866–1925). Vid sekelskiftet skapades en rad serviser som sedan fanns kvar i sortimentet i närmare 50 år, som Bella, Vineta och Tyra samt Svenska slott, som producerades i över 60 år.
En annan av Rörstrands långkörare var servisen Grön Anna (som i en äldre variant heter Gröna Anna). Fram till 1926 tillverkades den dock av Göteborgs porslinsfabrik. Ostindia är ett annt exempel på en av fabrikens populära dekorer från senare tid.

### I produktion 2012[21]
- Carisma
- Convito
- Corona
- Kulinara
- Kurbits
- Mademoiselle Oiseau
- Mon Amie
- Nobel
- Ostindia
- Ostindia Floris (f.o.m. 3 september 2012)
- Pergola
- Qvint
- Sundborn
- Swedish Grace (Nationalservisen)

### Bilder

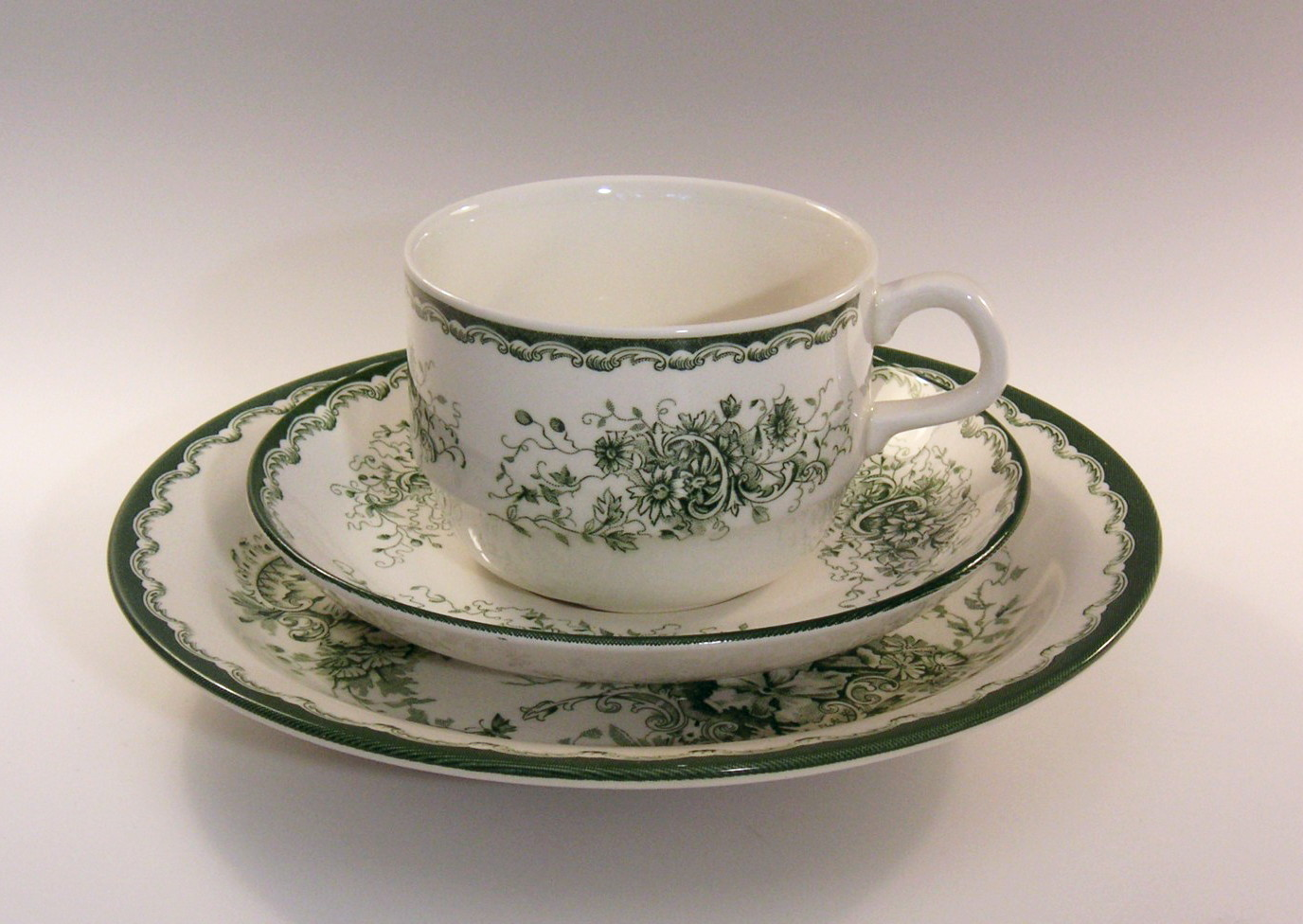
Tekopp "Grön Anna"
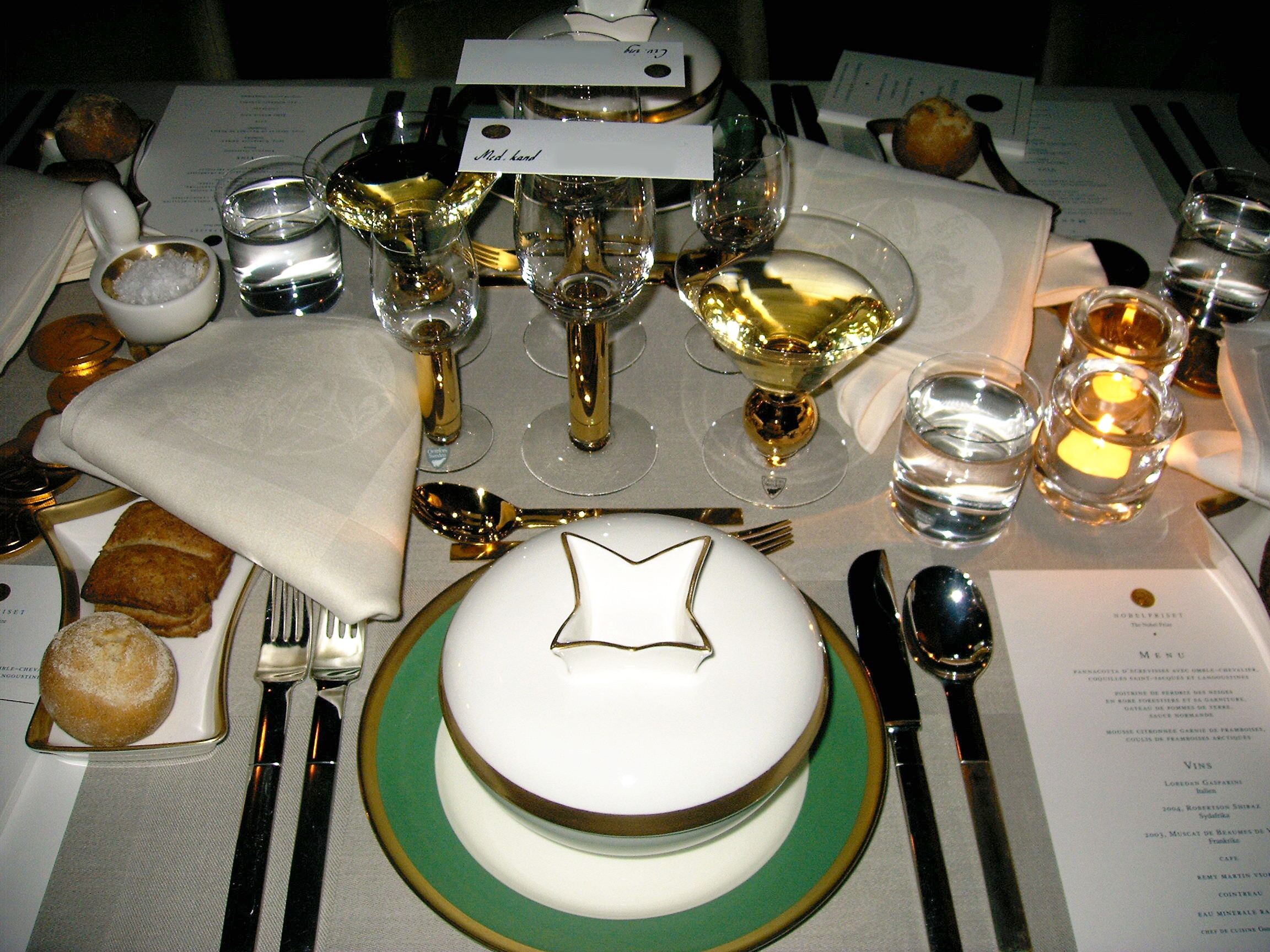
"Nobelservisen" år 2005
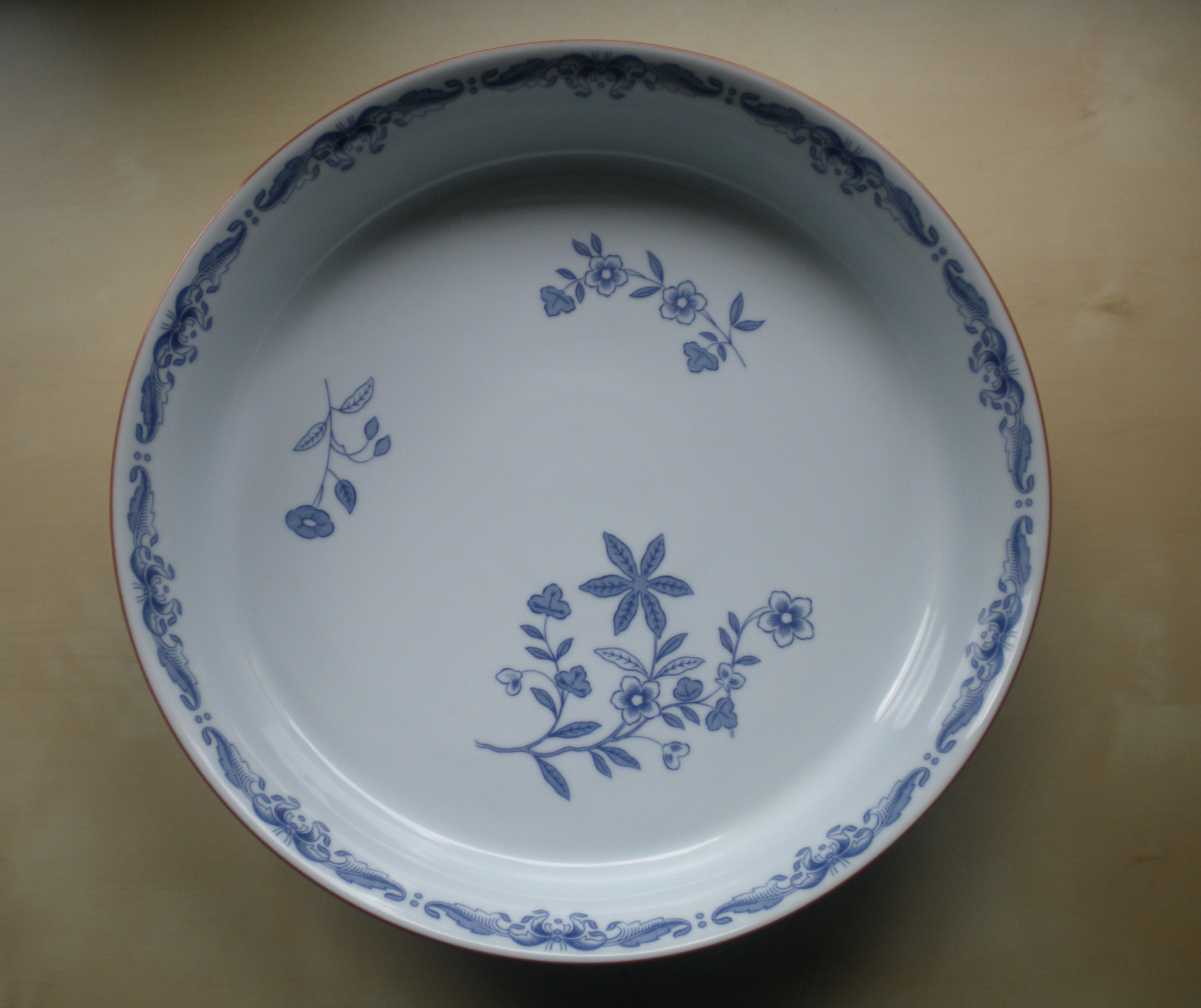
Ugnsform "Ostindia"
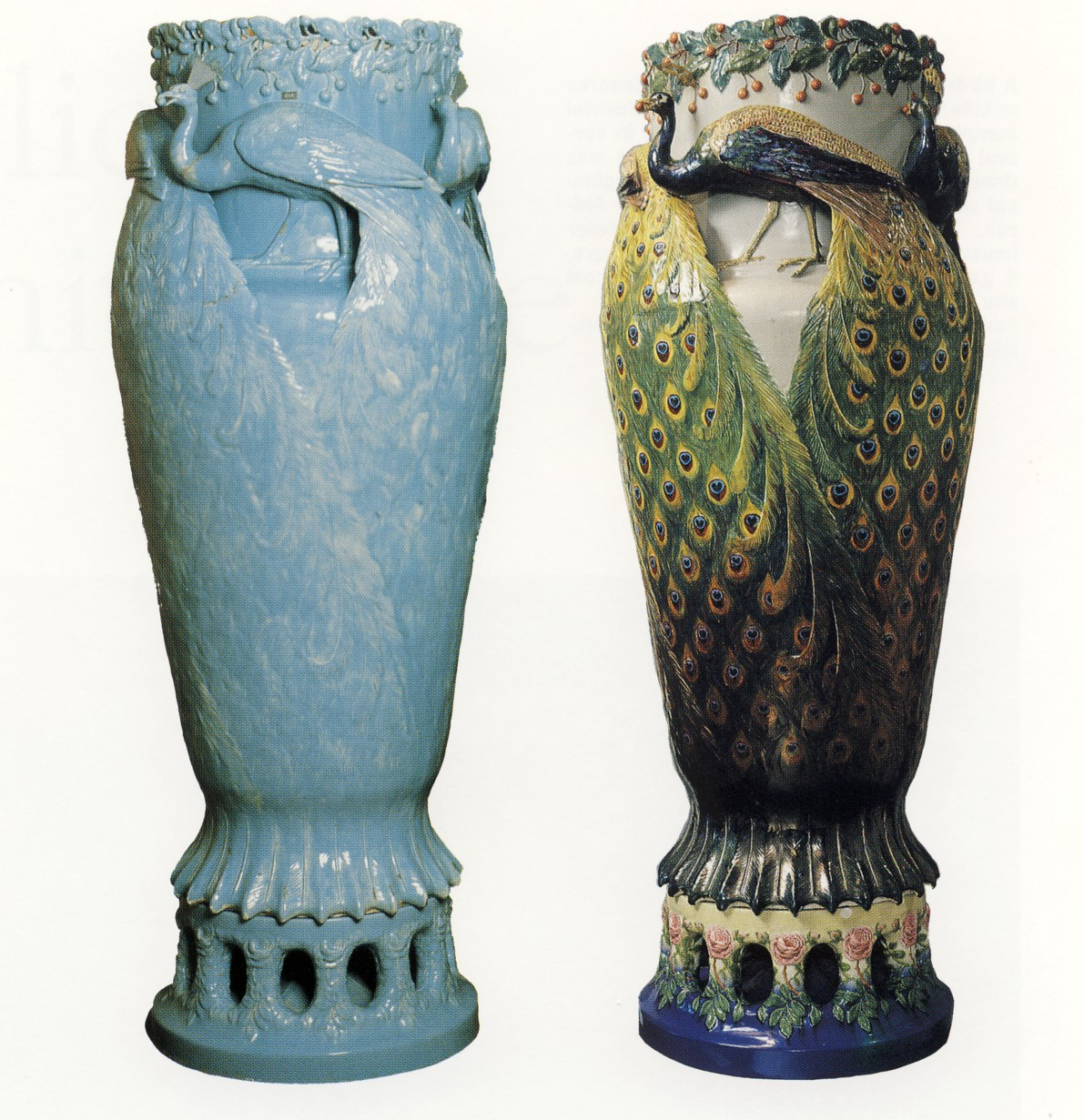
"Påfågelvasen" av Anna Boberg, två varianter 1897
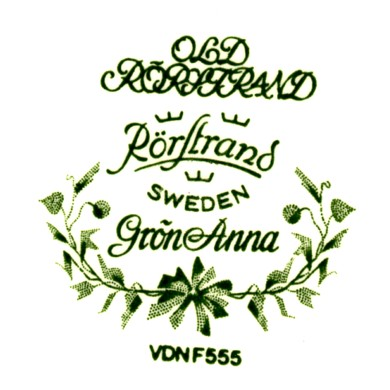

## Några viktiga produkter
- Sedan 1760-talet ledande tillverkare av kakelugnar
- 1760-talet första tryckta dekorerna
- 1770-talet första pjäserna i flintgods
- 1881 första servisen av fältspatporslin
- 1930 presentation av Nationalservisen, formgiven av Louise Adelborg, på Stockholmsutställningen 1930
- 1991 presentation av Nobelservisen, som använts sedan dess på Nobelfesten

## Lista över några formgivare och keramiker vid Rörstrand
- Erik Hugo Tryggelin 1872–1909
- Karl Lindström 1878–1935
- Hugo Hörlin 1889–1894
- Christian Andréasen 1889–1901
- Algot Erikson 1888–1912
- Alf Wallander 1895–1914
- Helene Holck 1895–1900
- Ruben Rising 1895–1915
- Nils Emil Lundström 1896–1935
- Waldemar Lindström 1897–1941
- Anna Boberg 1897–1902
- Ferdinand Boberg 1897–1898, 1909 och 1915
- Astrid Ewerlöf 1899–1912
- Hilma Persson-Hjelm 1900–1906
- Louise Adelborg 1916 och 1926–1971
- Edward Hald 1917–1924
- Vicken von Post-Börjesson 1915–1921
- Edgar Böckman 1926–1929
- Tyra Lundgren 1923 och 1929–1930
- Eva Jancke-Björk 1917–1922
- Einar Forseth 1920-talet
- Oskar Dahl 1930–1966
- Gunnar Nylund 1931–1949
- Knut Hallgren 1931–1937
- Gertrud Lönegren 1936–1941
- Carl-Harry Stålhane 1939–1973
- Hertha Bengtson 1941–1964
- Harald Salomon 1943–1945
- Lis Lundkvist-Husberg 1943–1945 och 1948–1949
- Sylvia Leuchovius 1949–1976
- Kurt Ekholm 1949–1950
- Marianne Westman 1950–1971
- Einar Lynge-Ahlberg 1954–1957
- Birger Kaipiainen 1954–1958
- Alf Jarnestad 1956–1957
- Inger Persson 1959–1971
- Hertha Hillfon 1958
- Lillemor Mannerheim 1960–1964
- Olle Alberius 1963–1971
- Henrik Allert 1967–1968
- Bertil Lundgren 1974–1976
- Jackie Lynd 1974–1990
- Bertil Vallien 1978
- Signe Persson-Melin – kortare tid på frilansbasis
- Ulrica Hydman-Vallien – kortare tid på frilansbasis
- Christian von Sydow – kortare tid på frilansbasis
- Drejargruppen
- Filippa Knutsson (Filippa K)
- Gun von Wittrock
- Gösta Millberg
- Erik Hugo Tryggelin
- Helgo Zettervall
- Hilma Persson-Hjelm
- Isaac Grünewald
- Ernst Jacobsson
- Ossian Elgström
- Philip von Schantz
- Pia Törnell